# Fabio Casartelli
Fabio Casartelli (16. srpna 1970, Como, Itálie – 18. července 1995, Col de Portet d'Aspet, Francie) byl italský profesionální silniční cyklista.
Na Letních olympijských hrách 1992 získal zlatou medaili v silničním závodě jednotlivců.
Zemřel po pádu ve sjezdu v 15. etapě na Tour de France 1995 .